# Herman Kahn
Herman Kahn (Bayonne, 15 de febrero de 1922-7 de julio de 1983) fue uno de los fundadores del Instituto Hudson y uno de los futuristas más destacados de la última parte del siglo XX. Originalmente saltó a la fama como estratega militar y teórico de sistemas mientras trabajaba en RAND Corporation. Se hizo conocido por analizar las posibles consecuencias de la guerra nuclear y recomendar formas de mejorar la capacidad de supervivencia, lo que lo convirtió en una de las inspiraciones históricas para el personaje principal de la sátira clásica de comedia negra de Stanley Kubrick, Dr. Strangelove.
Sus teorías contribuyeron en gran medida al desarrollo de la estrategia nuclear de Estados Unidos.

## Biografía
Kahn nació en Bayonne, Nueva Jersey, hijo de Yetta Koslowsky y Abraham Kahn, un sastre. Sus padres eran inmigrantes judíos de Europa del Este. Se crio en el Bronx y luego en Los Ángeles tras el divorcio de sus padres. Criado como judío, más tarde se convirtió en ateo.
Se matriculó en la Universidad de California, Los Ángeles (UCLA) con una especialización en física. Durante la Segunda Guerra Mundial se alistó en el Ejército de los Estados Unidos y se desempeñó como operador telefónico en Birmania.
En 1945 reanudó sus estudios. Obtuvo una licenciatura de UCLA y estaba buscando un doctorado en física del Instituto de Tecnología de California (Cal Tech). Sin embargo, tuvo que terminar sus estudios con una maestría debido a dificultades financieras y luego probó suerte en el sector inmobiliario sin mucho entusiasmo. Pronto consiguió un puesto en RAND (Research And Development) Corporation, el principal grupo de expertos estratégicos de la época.
En el Laboratorio Nacional Lawrence Livermore en el norte de California, Kahn trabajó en estrecha colaboración con físicos como Edward Teller y Hans Bethe y los matemáticos John von Neumann y Albert Wohlstetter en el desarrollo de la bomba de hidrógeno.

## Teorías de la Guerra Fría
Las principales contribuciones de Kahn fueron las diversas estrategias que desarrolló durante la Guerra Fría para contemplar "lo impensable", es decir, la guerra nuclear, mediante el uso de aplicaciones de la teoría de juegos. A menudo se cita a Kahn (con Pierre Wack) como el padre de la planificación de escenarios.
Kahn abogó por la disuasión y creía que si la Unión Soviética creía que Estados Unidos tenía una capacidad de segundo ataque, ofrecería una mayor disuasión, lo que escribió en su artículo titulado "La naturaleza y viabilidad de la guerra y la disuasión". Las bases de su trabajo fueron la teoría de sistemas y la teoría de juegos aplicada a la economía y la estrategia militar. Kahn argumentó que para que la disuasión tuviera éxito, la Unión Soviética tenía que estar convencida de que Estados Unidos tenía la capacidad de dar un segundo golpe para que el Politburó no tuviera ninguna duda de que incluso un ataque masivo perfectamente coordinado garantizaría una medida de represalia que los dejaría devastado también:

Como mínimo, una disuasión adecuada para los Estados Unidos debe proporcionar una base objetiva para un cálculo soviético que los convenza de que, sin importar cuán hábiles o ingeniosos sean, un ataque contra los Estados Unidos conduciría a un riesgo muy alto si no certeza de destrucción a gran escala para la sociedad civil y las fuerzas militares soviéticas.
"On Thermonuclear War", Herman Kahn

## Instituto Hudson
En 1961, Kahn, Max Singer y Oscar Ruebhausen fundaron el Instituto Hudson, una organización de investigación de políticas ubicada inicialmente en Croton-on-Hudson, Nueva York, donde vivía Kahn en ese momento. Reclutó al sociólogo Daniel Bell, al filósofo político Raymond Aron y al novelista Ralph Ellison (autor del clásico de 1952 El hombre invisible).
En 1967, Herman Kahn y Anthony J. Wiener publicaron The Year 2000: A Framework for Speculation on the Next Thirty-Three Years, que incluía contribuciones de miembros del personal del Instituto Hudson y una introducción de Daniel Bell. La tabla XVIII del documento [9] contiene una lista denominada "Cien innovaciones técnicas muy probables en el último tercio del siglo XX". Las primeras diez predicciones fueron:
1. Múltiples aplicaciones de láseres
2. Materiales estructurales de extrema alta resistencia
3. Tejidos de superrendimiento nuevos o mejorados
4. Materiales nuevos o mejorados para equipos y aparatos
5. Nuevos vehículos aerotransportados (vehículos de efecto suelo, jets gigantes o supersónicos, VTOL, STOL)
6. Amplias aplicaciones comerciales de explosivos de carga hueca
7. Pronósticos meteorológicos más confiables y de mayor alcance
8. Expansión extensiva y/o intensiva de la agricultura y silvicultura tropical
9. Nuevas fuentes de energía para instalaciones fijas
10. Nuevas fuentes de energía para el transporte terrestre

## Últimos años
En opinión de Kahn, el capitalismo y la tecnología tenían un potencial casi ilimitado para el progreso, mientras que la colonización del espacio estaba en un futuro cercano, no lejano. El libro de Kahn de 1976 The Next 200 Years, escrito con William Brown y Leon Martel, presentó un escenario optimista de las condiciones económicas en el año 2176. También escribió una serie de libros que extrapolan el futuro de las economías estadounidense, japonesa y australiana y varios trabajos sobre teoría de sistemas, incluida la monografía de 1957, Técnicas de análisis de sistemas, muy bien recibida
A mediados de la década de 1970, cuando el PIB per cápita de Corea del Sur era uno de los más bajos del mundo, Kahn predijo que el país se convertiría en uno de los 10 países más poderosos del mundo para el año 2000.
En su último año, 1983, escribió con aprobación sobre la agenda política de Ronald Reagan en The Coming Boom: Economic, Political, and Social y se burló sin rodeos de las afirmaciones de Jonathan Schell sobre los efectos a largo plazo de la guerra nuclear. El 7 de julio de ese año murió de un derrame cerebral, a los 61 años.

## Obra
Obras escritas por Kahn
- 1960: On Thermonuclear War. Princeton University Press.  ISBN 0-313-20060-2
- 1962:  Thinking about the unthinkable. Horizon Press.
- 1965: On escalation: metaphors and scenarios. Praeger. ISBN 1-41283004-4
- 1967: The Year 2000: a framework for speculation on the next thirty-three years. MacMillan. ISBN 0-02-560440-6. With Anthony Wiener.
- 1968:Can we win in Viet Nam?. Praeger. Kahn with four other authors: Gastil, Raymond D.; Pfaff, William; Stillman, Edmund; Armbruster, Frank E.
- 1970: The Emerging Japanese Superstate: challenge and response. Prentice Hall. ISBN 0-13-274670-0
- 1971: The Japanese challenge: The success and failure of economic success. Morrow; Andre Deutsch. ISBN 0-688-08710-8
- 1972: Things to come: thinking about the seventies and eighties. MacMillan. ISBN 0-02-560470-8. With B. Bruce-Briggs.
- 1973: Herman Kahnsciousness: the megaton ideas of the one-man think tank. New American Library
- 1974: The future of the corporation. Mason & Lipscomb. ISBN 0-88405-009-2
- 1976: The next 200 Years: a scenario for America and the world. Morrow. ISBN 0-688-08029-4
- 1979: World economic development: 1979 and beyond. William Morrow; Croom Helm. ISBN 0-688-03479-9.
- 1981: Will she be right? The future of Australia. University of Queensland Press. ISBN 0-7022-1569-4.
- 1983: The Coming Boom: economic, political, and social. Simon & Schuster; Hutchinson. ISBN 0-671-49265-9
- 1984: Thinking about the unthinkable in the 1980s. New York: Simon and Schuster. ISBN 0-671-47544-4
- The nature and feasibility of war, deterrence, and arms control. Central nuclear war monograph series, Hudson Institute
- A slightly optimistic world context for 1975–2000 Hudson Institute
- Social limits to growth: "creeping stagnation" vs. "natural and inevitable" (HPS paper)
- A new kind of class struggle in the United States?. Corporate Environment Program. Research memorandum

Trabajos publicados por la RAND Corporation con la participación de Kahn:
- The nature and feasibility of war and deterrence, RAND Corporation paper P-1888-RC, 1960
- Some specific suggestions for achieving early non-military defense capabilities and initiating long-range programs, RAND Corporation research memorandum RM-2206-RC, 1958
- (grupo liderado por Kahn) Report on a study of Non-Military Defense, RAND Corporation report R-322-RC, 1958
- Herman Kahn y Irwin Mann, War Gaming, RAND Corporation paper P-1167, 1957
- Herman Kahn y Irwin Mann, Ten common pitfalls, RAND research memorandum RM-1937-PR, 1957
- Herman Kahn, Stochastic (Monte Carlo) attenuation analysis, Santa, Monica, Calif., RAND Corp., 1949